# عرقون صنوبري الأوراق
عرقون صنوبري الأوراق (الاسم العلمي:Euphrasia pinifolia) هي نوع نباتي يتبع جنس العرقون من الفصيلة الجعفيلية.  